# Patrick Lévy
Pour les articles homonymes, voir Levy.
Ne doit pas être confondu avec Patrick Levy.
 (février 2024).
 (février 2024).
Patrick Lévy, né le 16 juillet 1954, est professeur des universités et praticien hospitalier et préside la Fondation Université Grenoble Alpes depuis sa création, en 2014.. Il a été élu le 5 avril 2012 président de l'université Joseph Fourier (Grenoble I). Le 1er janvier 2016, il prend la présidence de la  « Communauté Université Grenoble-Alpes ». Le 12 janvier 2018, il devient président de l'Université Grenoble-Alpes, poste qu'il occupe jusqu'au 31 décembre 2019.

## Biographie
Patrick Lévy est docteur en médecine depuis 1982 et pneumologue depuis 1983. Il est titulaire d'un DEA de biologie animale depuis 1986 et d'un doctorat de biologie depuis 1989. Depuis 1989, il est professeur des universités et praticien hospitalier et a enseigné à partir de 2002 la physiologie à l'université Joseph Fourier à Grenoble. Patrick Lévy a été le directeur du Laboratoire Hypoxie PhysioPathologie cardiovasculaire et respiratoire du CHU de Grenoble[source insuffisante] de 2003 à 2015 (Inserm 2011-15 (U1042)). Il a été vice-président (1997-2002) puis président (2002-2012) de la Délégation Régionale à la Recherche Clinique et à l’Innovation (DRCI)[source insuffisante] du CHU Grenoble Alpes.
En 2012, il succède à Farid Ouabdesselam à la présidence de l'université Joseph Fourier, poste qu'il occupera jusqu'à la fusion des trois universités grenobloises, effective le 1 janvier 2016. Il devient alors président de la  « Communauté Université Grenoble-Alpes », puis succède à Lise Dumasy à la présidence de l'Université Grenoble-Alpes en janvier 2018.
Patrick Lévy a été président de l'Université numérique francophone des sciences de la santé et du sport (UNF3S)[source insuffisante], devenue Université Numérique En Santé et Sport (UNESS), du 7 novembre 2012 au 8 janvier 2020[source insuffisante].

## Distinctions
Patrick Lévy est Chevalier de la Légion d’Honneur, promotion janvier 2013 
Il est membre du Board de l’European University Association, 2019-2023.

## Positions nationales et internationales
- European Respiratory Society; Assembly Head, membre du comité exécutif (2005-8).
- Président (1999-2001) de la société française de recherche sur le sommeil,
- Clinical vice-president de la European Sleep Research Society (2008-12),
- Président et fondateur de l'Institut National du Sommeil et de la Vigilance[8] (National Sleep Foundation) (INSV) (2000-7),
- Vice-Chair de l'action de Coopération européenne dans le domaine de la recherche scientifique et technique (European Cooperation in Science and Technology), European COST action B26 (2005-9).

### Invitations académiques
Patrick Lévy a été professeur invité notamment à Harvard, et dans les universités de Pennsylvanie, Sydney, Melbourne et Hong Kong.

## Production scientifique
Patrick Lévy a dirigé, depuis 1988, l'exploration fonctionnelle respiratoire et le laboratoire du sommeil du CHU de Grenoble[source secondaire souhaitée]. Parmi diverses responsabilités hospitalières, il a été à la tête[source secondaire souhaitée] du pôle rééducation et physiologie, de la délégation régionale pour la recherche clinique et l'innovation et du pôle recherche du CHU de Grenoble. Il a développé la recherche clinique[source secondaire souhaitée] dans le domaine des apnées au cours du sommeil. 
Patrick Lévy fait partie des 15 meilleurs contributeurs mondiaux dans le domaine de la recherche sur l'apnée du sommeil entre 1965 et 2005.